# Rivarolo Mantovano
Rivarolo Mantovano (Riaröl in dialetto mantovano) è un comune italiano di 2 313 abitanti della provincia di Mantova in Lombardia. L'originaria denominazione di Rivarolo Fuori fu trasformata nell'attuale nel 1907.

## Origini del nome
Il nome di Rivarolo deriva dal latino ripula, piccola riva.

## Storia
La storia di Rivarolo Mantovano è fortemente caratterizzata della dominazione dei Gonzaga, di cui restano importanti e numerose tracce su tutto il territorio comunale.
La ricerca storica informa che il primo nucleo urbano di Rivarolo si trovava distante circa un chilometro dalla posizione attuale, in direzione sud-ovest. Il paese era raccolto intorno alla Pieve di Santa Maria in Ripa d'Adda, un corso d'acqua ora scomparso ed evocato proprio dal toponimo Rivarolo, da porre sicuramente in connessione con il termine latino ripa, cioè riva, e con lo stemma del paese, illustrazione della leggenda locale in cui un grosso pesce salva dalla battaglia un guerriero riconducendolo a riva sul proprio dorso.
A testimonianza dell'antico insediamento esistono ancora i resti del molino terracqueo, posto sulla riva del canale Delmona, e una lapide tombale, di epoca longobarda, custodita nell'attuale chiesa parrocchiale e proveniente dall'antica pieve. Il comune, fin dall'alto medioevo, prese il nome di Rivarolo Fuori, toponimo che avrebbe mantenuto fino al 1907, quando prese la denominazione attuale.
Nel 1432 l'imperatore Sigismondo di Lussemburgo sancì ufficialmente sul territorio rivarolese la signoria dei Gonzaga, che sarebbe proseguita per più di tre secoli, lasciando un prezioso bagaglio di storia, monumenti e tradizioni.
Rivarolo Mantovano deve la sua attuale configurazione a Vespasiano Gonzaga (1531-1591) che ne decise e disegnò la caratteristica planimetria urbana.

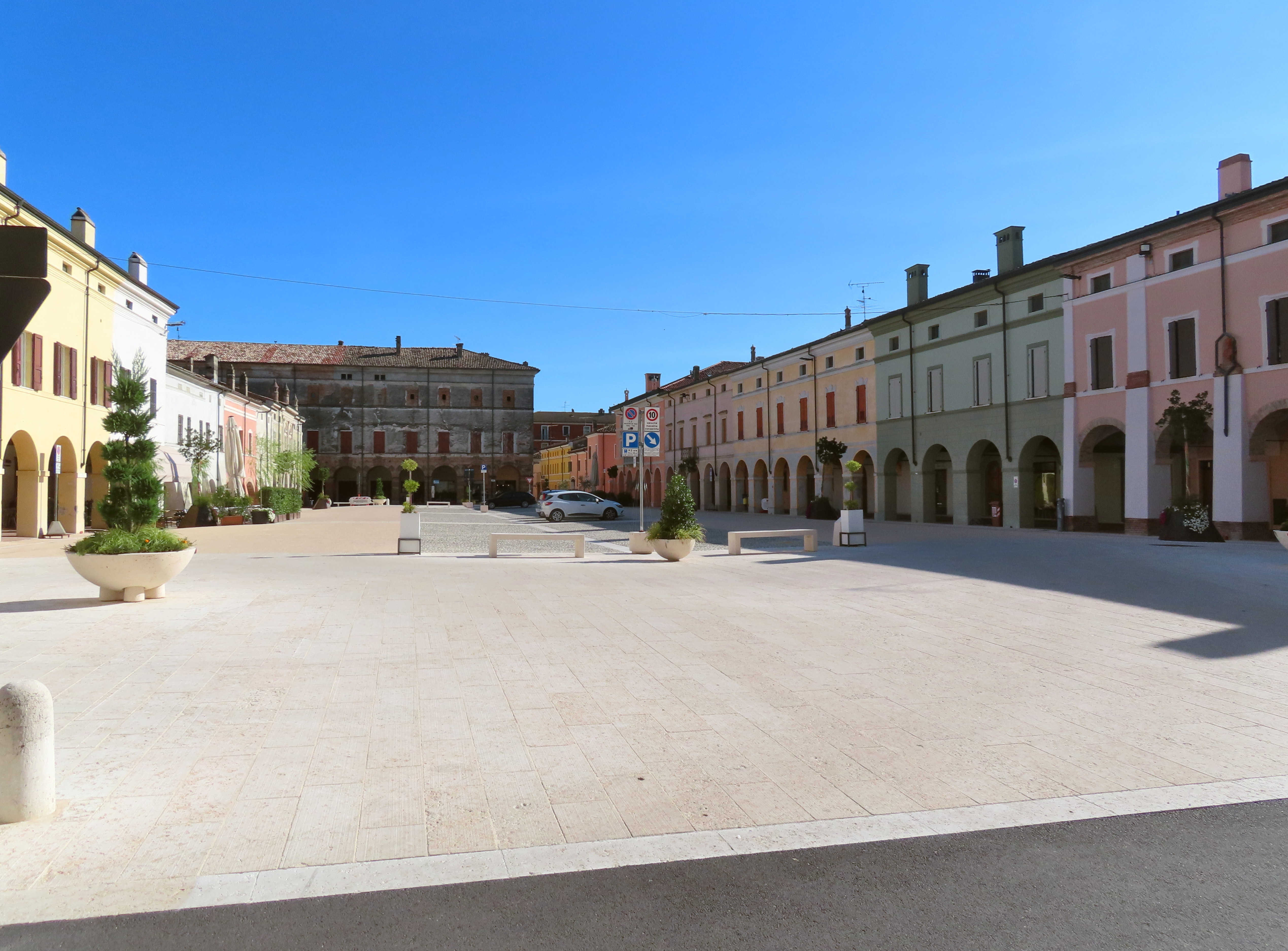
Piazza Giuseppe Finzi

La caratteristica più importante del tessuto urbano del centro storico di Rivarolo è senza dubbio l'impianto ortogonale dei suoi tracciati stradali, che formano isolati regolari. La cinta muraria perimetrale, interrotta da tre porte, racchiude l'intero abitato in una forma rettangolare. Ad una rigorosa impostazione unitaria del tessuto urbano corrisponde un'edilizia sostanzialmente compatta lungo tutti i fronti stradali, in cui è particolarmente raro trovare degli edifici che spicchino sugli altri, ad eccezione della piazza principale, denominata un tempo Piazza Grande (ora Piazza Finzi) su cui prospettano gli edifici più importanti, dal Palazzo Pretorio (ora sede comunale) al palazzo dei conti Penci, a tutti i fabbricati posti lungo i due lati più lunghi, che, oltre ad essere architettonicamente significativi, sono caratterizzati da un ampio porticato, dove trovano posto le principali attività commerciali.
Il 25 marzo 1512, il padre francescano Sisto Locatelli, originario del luogo, istituì il Monte di Pietà per contrastare l'usura attuata dagli ebrei. Inizialmente nacque come Monte frumentario, nel 1552 ottenne il riconoscimento da parte di Vespasiano Gonzaga, venne chiuso alla fine del Settecento.
Un'altra testimonianza della dominazione gonzaghesca si trova nella frazione di Cividale.
Nella casa padronale della Corte Cascina Stella esistono molte analogie stilistiche ed iconografiche col Palazzo del Giardino di Sabbioneta. A Cividale risiedeva alla fine del XV secolo Febo Gonzaga con la consorte Margherita d'Este, legata alla marchesa di Mantova Isabella d'Este da vincoli di parentela e profonda amicizia. Con Vespasiano Gonzaga Cividale divenne residenza estiva ove il duca di Sabbioneta si dedicava alla caccia ed agli svaghi del tempo.
Durante la seconda guerra mondiale, nel periodo dell'occupazione tedesca e della Repubblica Sociale Italiana, dopo che l'unico nucleo ebraico del paese (i Foa) era stato arrestato e deportato, Margherita Beduschi Zanchi si adoperò in ogni modo per proteggere la famiglia di amici ebrei bresciani dei Benyacar, con l'aiuto di don Primo Mazzolari, parroco di Bozzolo. Per questo impegno di solidarietà, l'8 febbraio 2000, l'Istituto Yad Vashem di Gerusalemme ha conferito a Margherita Beduschi Zanchi l'alta onorificenza dei giusti tra le nazioni.

## Monumenti e luoghi di interesse

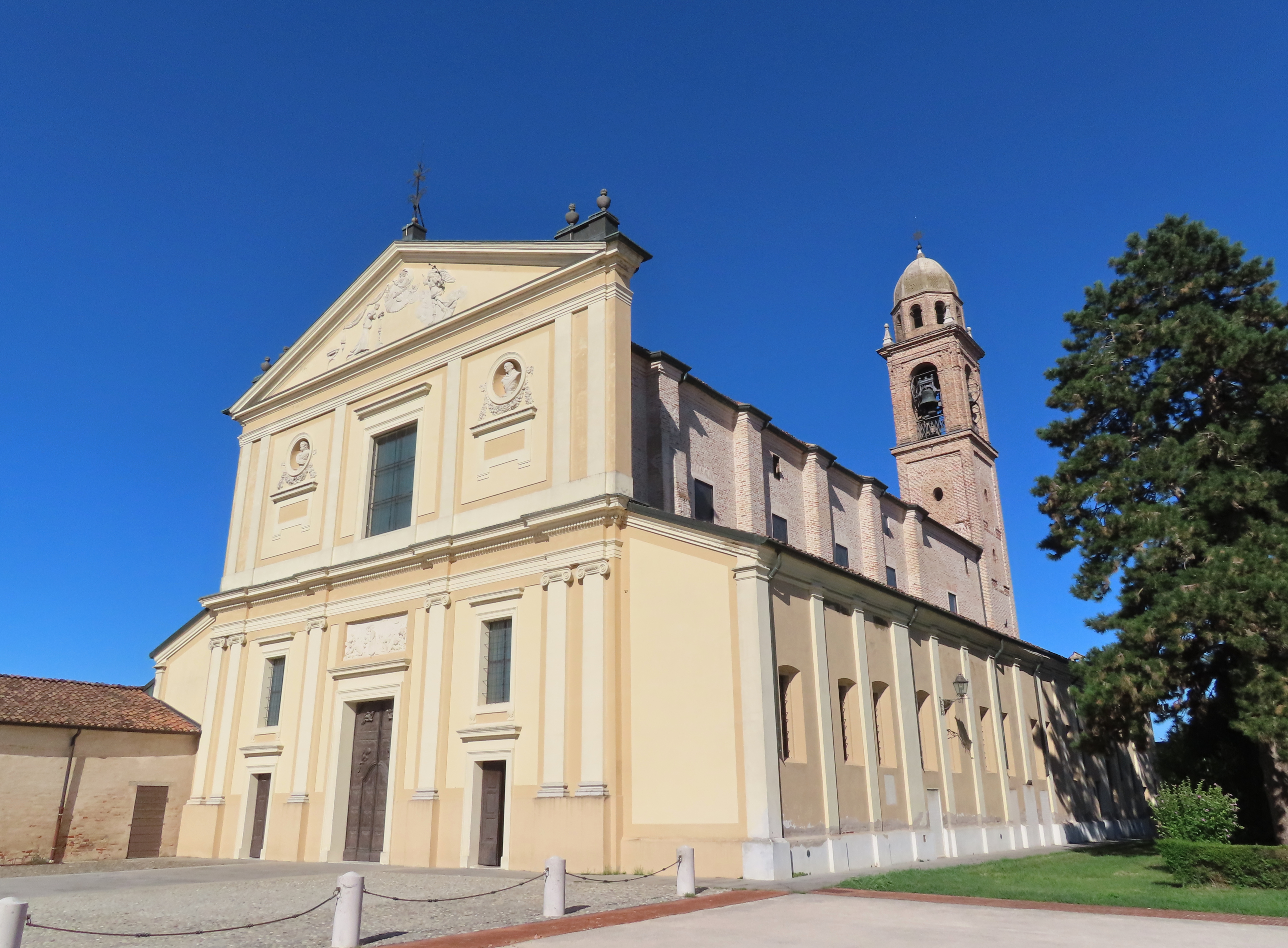
Chiesa di Santa Maria Annunciata

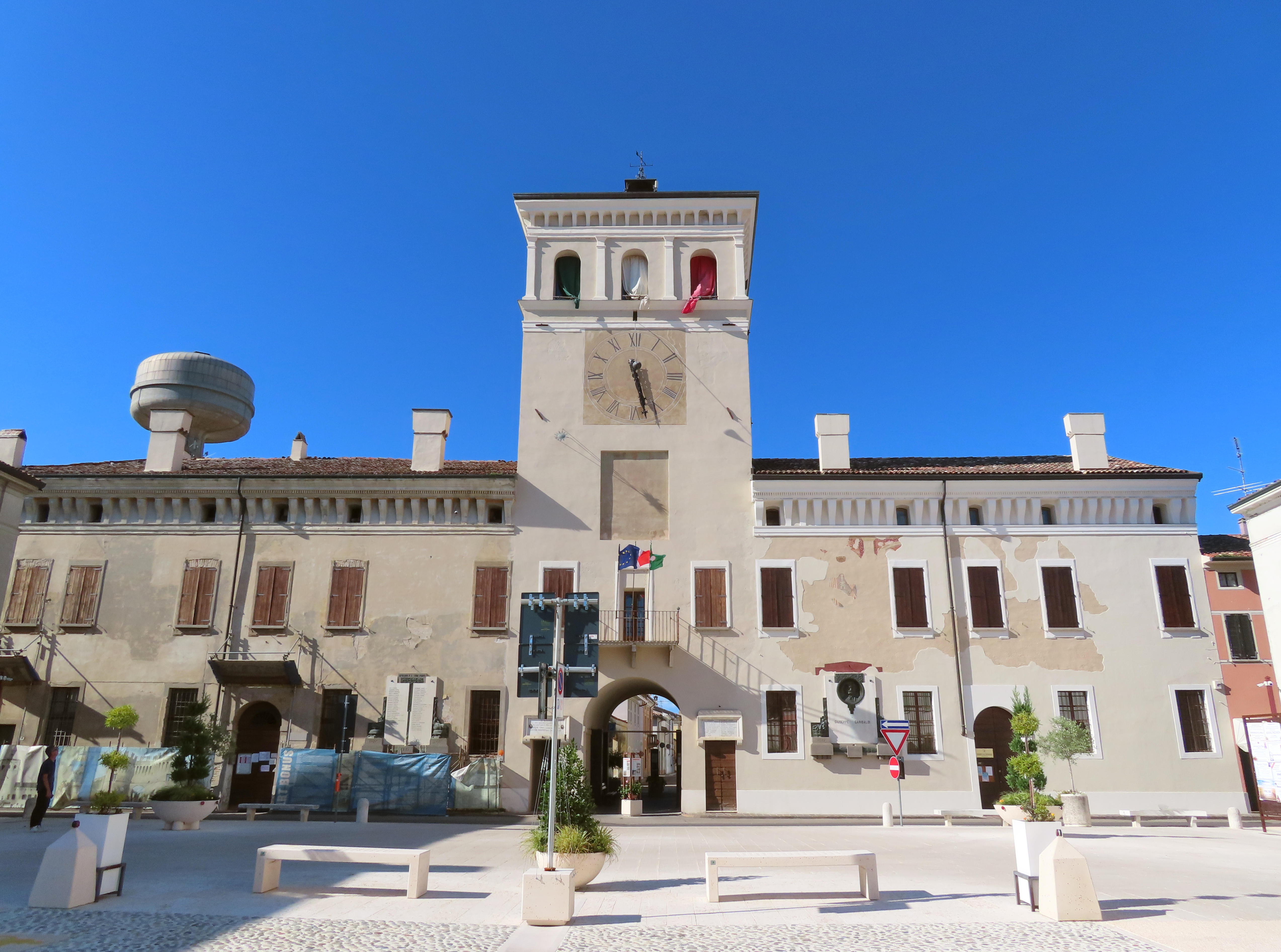
Palazzo Pretorio

- Chiesa Parrocchiale di Santa Maria Annunciata
- Oratorio dei Disciplini
- Castello di Rivarolo Mantovano
- Piazza Finzi
- Palazzo Pretorio
- Palazzo Penci
- Sinagoga

## Società

### Evoluzione demografica
Abitanti censiti

## Economia
L'economia di Rivarolo Mantovano è prettamente agricola.